# Récusation
En droit, la récusation est la décision d'un juge de cesser d'instruire une affaire lorsqu'il considère qu'une des parties a de sérieux motifs de douter de son impartialité ou bien lorsqu'une des parties lui fait une demande en ce sens.

## Droit par pays

### Droit canadien

#### Droit québécois
En droit québécois, les règles relatives à la récusation sont aux articles 201 à 205 du Code de procédure civile.
La loi énonce  à l'art. 202 CPC des situations où des motifs sérieux de douter de l'impartialité du juge existent. De plus, elle  prévoit l'inhabileté du juge lorsque soit le juge lui-même, soit son conjoint a un intérêt dans l'affaire.

### Droit français
La récusation d'un magistrat en droit français peut être demandée par toute partie à un litige. La récusation peut être formée à l'encontre d'un magistrat judiciaire (siège ou ministère public) ou d'un magistrat administratif.
Cette possibilité est soumise à des critères légaux et emporte certaines conséquences.